# Буллок (округ, Алабама)
Шаблон:StateAbbr_ 32°05′52″ пн. ш. 85°43′02″ зх. д. / 32.097777777778° пн. ш. 85.717222222222° зх. д.
 Бу́ллок (англ. Bullock County) — округ (графство) у штаті Алабама. Ідентифікатор округу 01011.

## Історія
Округ утворений 1866 року.

## Демографія
За даними перепису
2000 року
загальне населення округу становило 11714 осіб, зокрема міського населення було 4139, а сільського — 7575.
Серед них чоловіків — 6140, а жінок — 5574. В окрузі було 3986 домогосподарств, 2731 родин, які мешкали в 4727 будинках.
Середній розмір родини становив 3,13.
Віковий розподіл населення поданий у таблиці:
| Стать    | До 15 років | 15-21 | 22-29 | 30-39 | 40-49 | 50-65 | 65-85 | Понад 85 |
| -------- | ----------- | ----- | ----- | ----- | ----- | ----- | ----- | -------- |
| Чоловіки | 1263        | 674   | 847   | 952   | 968   | 855   | 496   | 85       |
| Жінки    | 1226        | 558   | 554   | 690   | 764   | 820   | 771   | 191      |

На 1 квітня 2010 року населення округу становило 10 914 осіб. Населення за 10 років зменшилося на 7 %.

## Суміжні округи
- Мейкон — північ
- Расселл — північний схід
- Барбур — південний схід
- Пайк — південний захід
- Монтгомері — захід

## Виноски
1. ↑  U.S. Decennial Census. United States Census Bureau. Архів оригіналу за 12 квітня 2013. Процитовано 22 серпня 2015.
2. ↑  Historical Census Browser. University of Virginia Library. Архів оригіналу за 11 серпня 2012. Процитовано 22 серпня 2015.
3. ↑  Forstall, Richard L., ред. (24 березня 1995). Population of Counties by Decennial Census: 1900 to 1990. United States Census Bureau. Архів оригіналу за 24 вересня 2015. Процитовано 22 серпня 2015.
4. ↑  Census 2000 PHC-T-4. Ranking Tables for Counties: 1990 and 2000 (PDF). United States Census Bureau. 2 квітня 2001. Архів оригіналу (PDF) за 18 грудня 2014. Процитовано 22 серпня 2015.
5. ↑  State & County QuickFacts. United States Census Bureau. Архів оригіналу за 17 травня 2014. Процитовано 15 травня 2014. [Архівовано 2014-05-17 у Wayback Machine.](англ.) Наведено за англійською вікіпедією.
6. ↑  American FactFinder. Бюро перепису населення США. Архів оригіналу за 26 лютого 2012. Процитовано 31 січня 2008. [Архівовано 2008-05-21 у Wayback Machine.]
7. ↑  Баллок на сайті «Open-Public-Records» [Архівовано 21 червня 2012 у Wayback Machine.](англ.)

| США | Це незавершена стаття з географії США. Ви можете допомогти проєкту, виправивши або дописавши її. |